# Ataque a Majdal Shams
El ataque a Majdal Shams tuvo lugar el 27 de julio de 2024 cuando un proyectil explosivo alcanzó la localidad drusa de Majdal Shams, en el norte de los Altos del Golán ocupados por Israel. El proyectil impactó directamente en un campo de fútbol local, matando a doce adolescentes y niños, todos ellos de edades comprendidas entre los 10 y los 20 años y decenas resultaron heridas de diversa consideración. Ninguna de las víctimas mortales era ciudadano israelí, ya que los drusos se consideran ciudadanos sirios.
Docenas de personas con heridas de diversa gravedad fueron transportadas a hospitales por equipos de Maguén David Adom y helicópteros de las Fuerzas de Defensa de Israel (FDI). Israel acusó a Hezbolá de ser los responsables del ataque; mientras que la organización libanesa afirmó que ellos habían atacado una base militar israelí en el Golán pero negó su responsabilidad en el ataque al campo de fútbol.
El ataque se produjo en medio de tensiones regionales más amplias cuando Hezbolá, comenzó a lanzar cohetes contra el norte de Israel y los Altos del Golán tras el ataque liderado por Hamás contra Israel del 7 de octubre de 2023 y la subsiguiente invasión israelí de la Franja de Gaza, lo que ha provocado un renovado conflicto entre Israel y Hezbolá. Desde octubre, 90 000 civiles libaneses y 60 000 civiles israelíes se han visto obligados a abandonar sus hogares.

## Antecedentes
Tras el ataque de Hamás del 7 de octubre, Hezbolá se unió al conflicto al día siguiente, lanzando cohetes guiados y ataques con drones contra comunidades israelíes e instalaciones militares en Galilea y los Altos del Golán. Este conflicto entre Israel y Hezbolá ha desplazado a comunidades enteras en Israel y el Líbano, con daños importantes en edificios y terrenos a lo largo de la frontera. Al 5 de julio de 2024, Israel informó que hasta ese momento había matado a aproximadamente 366 militantes de Hezbolá y se ha confirmado la muerte de más de 100 civiles libaneses. Mientras que al menos 22 soldados y 25 civiles israelíes han muerto en los combates, según el Ejército israelí. Según la ONU, más de 90 000 personas en el Líbano se han visto obligadas a huir de sus hogares, mientras que en Israel, 60 000 civiles han sido evacuados. Israel y Hezbolá han mantenido sus ataques a un nivel que causa daños significativos a ambas partes pero sin realmente escalar a una guerra a gran escala.
Del 7 de octubre de 2023 al 21 de junio de 2024, Israel atacó al Líbano 6124 veces. Hezbolá y otras fuerzas libanesas atacaron a Israel 1258 veces.
En sus ataques contra Israel la milicia chiita ha empleado misiles avanzados de origen iraní, incluido el sistema de cohetes Falaq-1. En respuesta a un ataque similar en junio, que hirió a civiles en un campo de fútbol en la ciudad drusa de Horfeis, Israel atacó sitios militares en lo profundo del Líbano. Ese mismo día, 27 de julio, un ataque israelí en el sur del Líbano mató a cuatro miembros de diferentes grupos militantes, incluido al menos un militante de Hezbolá.

## Ataque

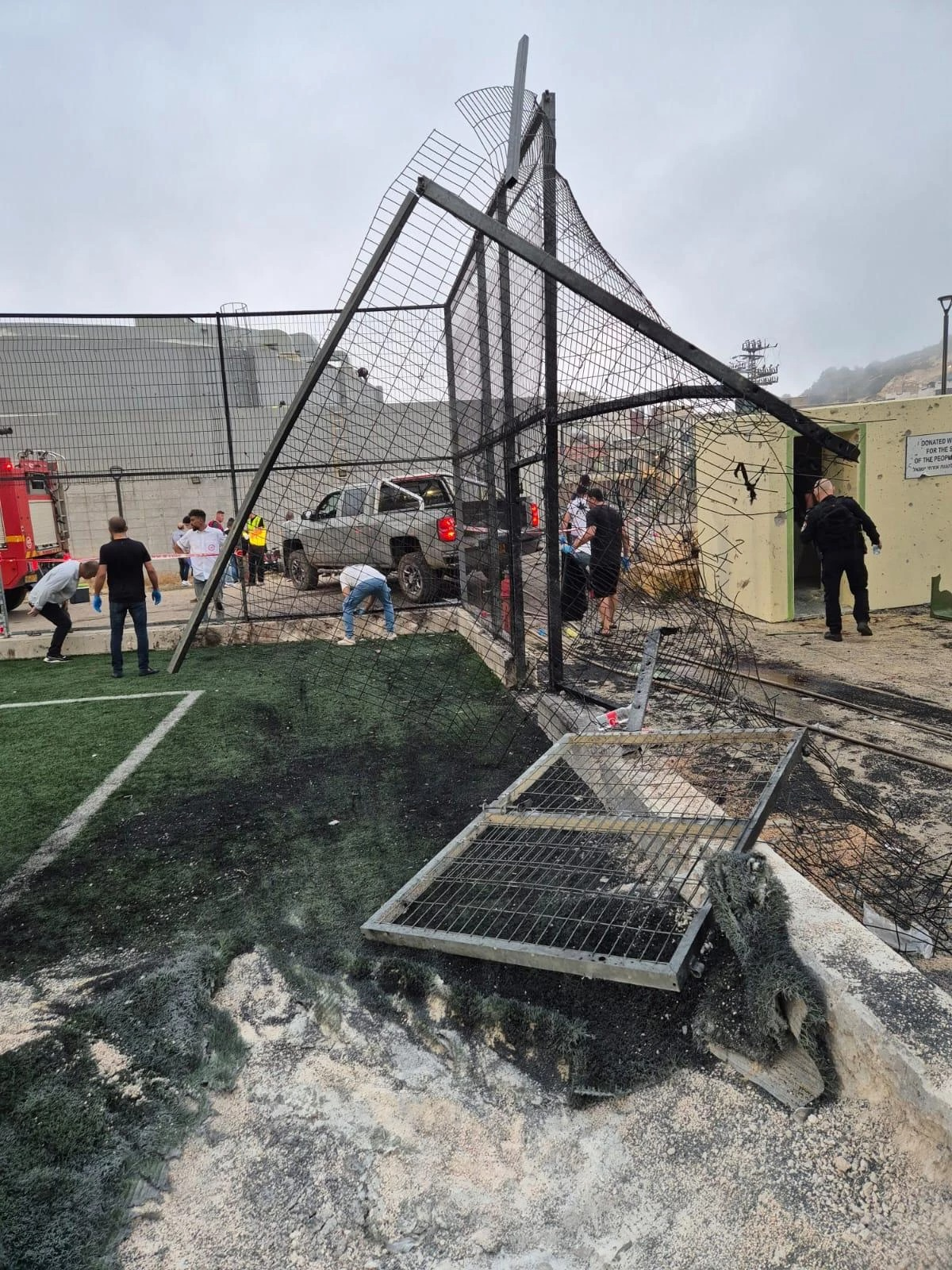
El lugar del impacto del misil en el campo de fútbol.

A las 18:18 horas sonaron las alarmas en Majdal Shams tras un bombardeo en el norte. Luego, un proyectil impactó y explotó en un campo de fútbol de la localidad, situado cerca de un parque infantil. Según los primeros informes, once personas resultaron heridas, cinco en estado crítico y seis en estado grave. Los servicios de emergencia, incluido el Maguén David Adom (MDA), atendieron a los heridos graves, de entre 10 y 20 años, algunos de los cuales fueron trasladados a clínicas locales. Un paramédico de alto rango de la MDA describió la escena como una escena de destrucción con víctimas tiradas en el césped.
Según los vecinos, los niños estaban jugando al fútbol durante el ataque y, aunque se activó la sirena de alerta, pasaron sólo unos segundos antes de que el cohete impactara en el campo, sin tiempo para buscar refugio.
Daniel Sobelman, de la Harvard Kennedy School, destacó que el ataque fue «el más grave en Israel en nueve meses de combates entre el país y los militantes en el Líbano». Associated Press describió el número de muertos civiles como el más alto en Israel desde el ataque de Hamás del 7 de octubre, y que no estaba claro qué habría ganado Hezbolá, que negó el ataque, al atacar a los drusos en el Golán que se consideran ciudadanos sirios, ya que perjudicaría su influencia en el Líbano.

## Autoría
Antes de que se informara del impacto en el campo, Hezbolá se atribuyó múltiples ataques, incluido uno con un cohete tipo Falaq contra el cuartel general militar de la Brigada Hermon, que se encontraba apenas 3 kilómetros del campo de fútbol atacado. Mohamad Afif, director de la oficina de medios de dicha organización, negó cualquier relación con el ataque. Las FDI declararon que habían realizado una evaluación y concluyeron que Hezbolá era responsable del ataque con cohetes. El portavoz de las FDI, Daniel Hagari, afirmó que el tipo de cohete utilizado era un Falaq-1 de fabricación iraní.
Hezbolá afirmó que el ataque fue causado por un proyectil israelí del Cúpula de Hierro que se suponía interceptaría los cohetes lanzados por la organización libanesa dirigidos a sitios militares israelíes en el norte de Israel y en el Golán. Medios estatales de Irán y Catar afirmaron que había informes de que el culpable era un misil del sistema de defensa israelí Cúpula de Hierro. Además, Al-Mayadeen, un canal de televisión libanés, afirmó que el lugar de la explosión no era coherente con un Falaq-1, que según dijo habría dejado un cráter de impacto más grande.
Según la inteligencia estadounidense —principal aliado de Israel—, no había dudas de que Hezbolá era el responsable del ataque, pero no estaba seguro si se trataba de un ataque intencionado o fue un cohete que había sido interceptado o que había errado el blanco. En la misma línea se manifestó el secretario de Estado norteamericano, Antony Blinken, que afirmó que «Todo apunta a que los cohetes o el cohete era de Hezbolá. Apoyamos el derecho de Israel a defender a sus ciudadanos de ataques terroristas».
Las autoridades israelíes lo calificaron como el ataque más mortífero contra sus civiles desde los ataques del 7 de octubre. Según una evaluación de las FDI, el cohete que impactó en el campo de fútbol era un Falaq-1 de fabricación iraní, que llevaba una ojiva de 50 kg, que había sido utilizado anteriormente por Hezbolá, que según dijeron era la única organización iraní que lo posee. El coronel Avichay Adraee, portavoz en árabe de las FDI, dijo que el ataque con cohetes fue lanzado por Ali Muhammad Yahya, comandante en un sitio de lanzamiento de cohetes en Chebaa.
La Fuerza Provisional de las Naciones Unidas para el Líbano (FINUL), se declaró sin competencias para atribuir la responsabilidad del ataque, ya que según afirmó la localidad atacada se encontraba fuera del ámbito de operaciones de la misión: «La FINUL no está en condiciones de responsabilizar a ninguna parte por el trágico incidente en Majdal Shams. La población de Majdal Shams, está situada fuera de la zona de operaciones de las fuerzas de la FINUL».
Associated Press informó que las sirenas de los cohetes sonaron menos de un minuto antes de la explosión, que dejó un cráter de dos metros de ancho y arrojó metralla de forma irregular que no correspondía a un misil de defensa aérea que no funcionaba correctamente. Sus reporteros no encontraron restos del proyectil en el lugar y no pudieron verificar la procedencia de los fragmentos de cohetes en las imágenes publicadas por Israel. Los expertos en armas consultados por la agencia dijeron que la evidencia sugiere que un cohete lanzado desde el Líbano impactó el campo. Richard Weir, de Human Rights Watch, señaló que los daños son «consistentes con los de un cohete de artillería del tipo y tamaño del Falaq», un cohete de fabricación iraní utilizado por Hezbolá, agregó que podría haber sido un misil que sobrepasó una posición militar israelí objetivo en el Monte Hermón, ya sea debido a un error humano o un fallo mecánico. Chris Cobb-Smith observó que la forma del cráter y la dirección del daño implican que el cohete vino desde el norte. También afirmó que era imposible demostrar quién era el responsable sin una verificación independiente de los restos del proyectil.

## Víctimas
Según el ejército israelí, en el ataque murieron doce niños y adolescentes, todos ellos de edades comprendidas entre los diez y los veinte años. Ninguna de las víctimas había aceptado la ciudadanía israelí, ya que la mayoría de los drusos en los Altos del Golán se identifican como ciudadanos de Siria. Además de los doce muertos, al menos veintinueve personas resultaron heridas en la explosión.

## Consecuencias

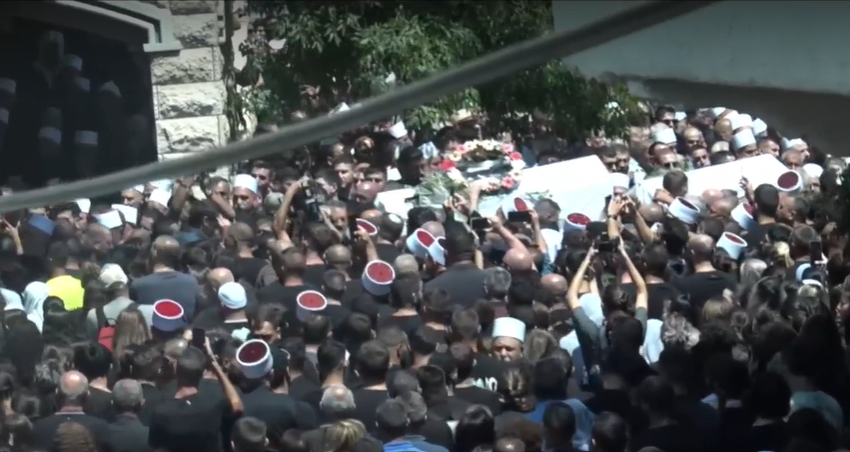
Funeral de los fallecidos un día después del ataque

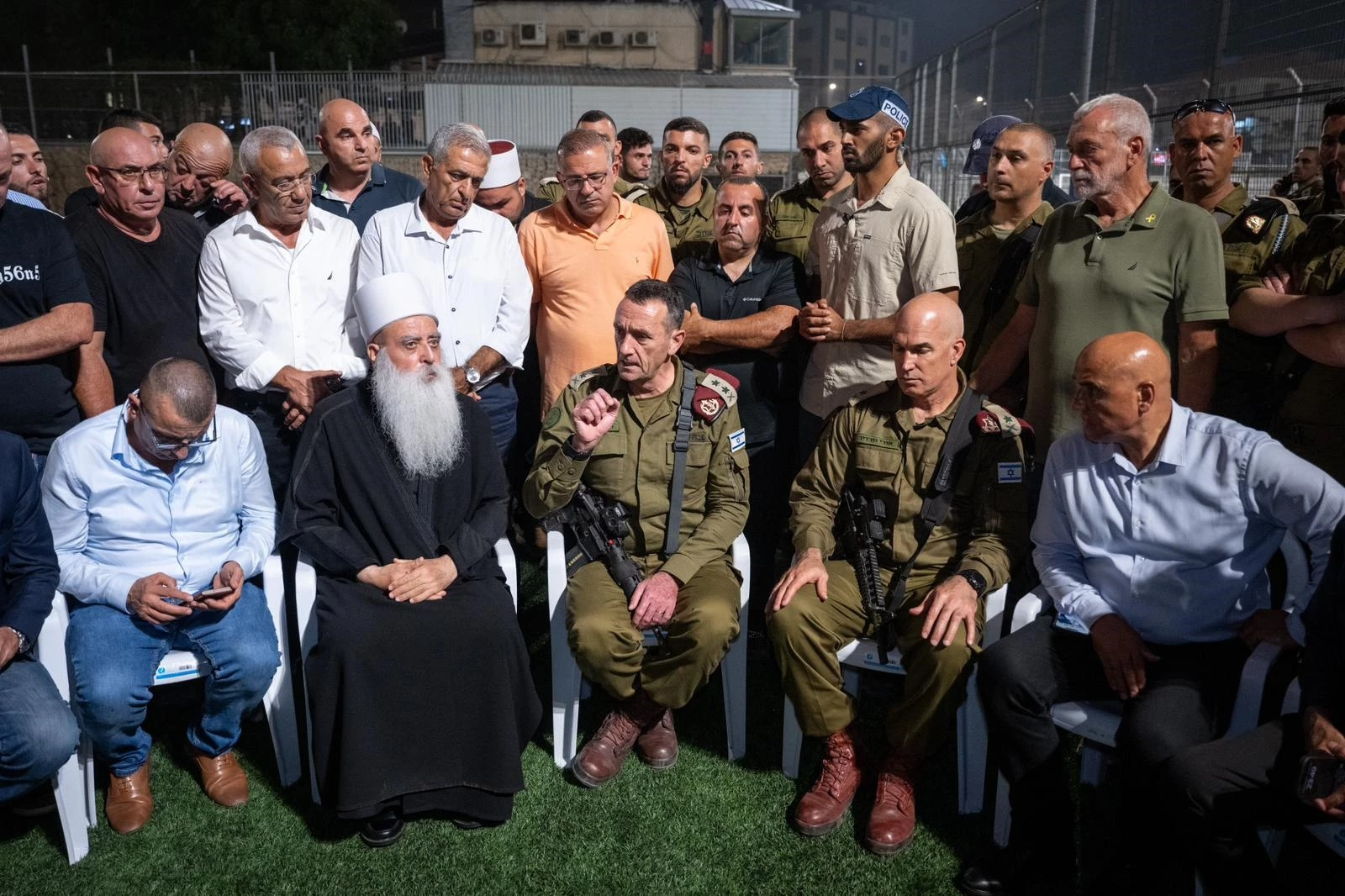
El jefe de Estado Mayor Herzi Halevi, en el campo de fútbol, reuniéndose con el líder de la comunidad drusa, Mowafaq Tarif, representantes del consejo local y altos oficiales de las FDI.

Al día siguiente, por la noche, Israel lanzó una serie de ataques de represalia contra siete regiones del interior y el sur del Líbano. Los ataques estuvieron dirigidos contra «una serie de objetivos terroristas de Hezbolá» situados en las zonas de Sabrinha, Borj El Chmali, Beka’a, Kfar Kila, Rab a-Taltin, al Khyam y Tir Hafa. Las FDI también dijeron que atacaron el lugar de lanzamiento del proyectil con artillería.
El 28 de julio, el ministro de Asuntos Exteriores del Líbano, Abdallah Bou Habib, dijo que el gobierno libanés había solicitado que Estados Unidos instara a Israel a mostrar moderación, y añadió que Estados Unidos también había pedido al Líbano que transmitiera un mensaje a Hezbolá para que actuara con moderación. Por su parte la organización libanesa, que se encontraba en alerta máxima, evacuó preventivamente sitios clave en el sur del Líbano y el valle de Beqaa en anticipación de una posible respuesta israelí.
Un portavoz del Ministerio de Asuntos Exteriores israelí dijo que la situación podría resolverse sin un conflicto más amplio si Hezbolá cumpliera con la Resolución 1701 del Consejo de Seguridad de las Naciones Unidas, cuyo objetivo era poner fin a la Guerra del Líbano de 2006 y requería que se retiraran detrás del río Litani. 
Durante el funeral de las doce víctimas del ataque, los residentes de la aldea de Majdal Shams recibieron al ministro de Hacienda israelí, el utraderechista Bezalel Smotrich, con abucheos y gritos de «criminal» y «asesino». También increparon al ministro de Economía, Nir Barkat,  y a la ministra de Medio Ambiente, Idit Silman. «Nos habéis abandonado durante nueve meses y ahora estáis aquí».
El 29 de julio, las Fuerzas Armadas israelíes publicaron una serie de imágenes que según dijeron eran de los restos del proyectil que causó la explosión en Majdal Shams, para tratar de demostrar que se trata de un cohete Falaq-1 de fabricación iraní. Ese mismo día el primer ministro israelí Netanyahu fue abucheado durante su visita a la localidad drusa de Majdal Shams, donde varios residentes lo acusaron de ser un «criminal de guerra» y un «cobarde».
Los vuelos con destino y origen en el Aeropuerto Internacional Rafic Hariri de Beirut sufrieron importantes cancelaciones y demoras. Las principales aerolíneas, incluidas Air France, Lufthansa y Swiss, suspendieron sus vuelos debido a preocupaciones de seguridad. El ataque con cohetes ha aumentado los temores de un conflicto más amplio. Las operaciones del aeropuerto de Beirut se vieron afectadas aún más por problemas relacionados con los seguros y el aumento de las hostilidades transfronterizas. Además el Ministerio de Asuntos Exteriores de Alemania desaconsejó viajar al Líbano y pidió «urgentemente» a sus ciudadanos que abandonen el país.
El 30 de julio, un ataque con cohetes de Hezbolá mató a un ciudadano israelí en el kibutz HaGoshrim en Galilea e hirió a otros tres. La tarde del mismo día, Israel lanzó un ataque con vehículos aéreos no tripulados contra Beirut, cuyo objetivo era asesinar a Fuad Shukr, un asesor de alto rango del líder de Hezbolá, Hasán Nasralá, que según las Fuerzas de Defensa de Israel era comandante del proyecto de misiles de precisión del grupo y de ser responsable «del asesinato de los niños en Majdal Shams y la muerte de numerosos civiles israelíes». Inicialmente Hezbolá afirmó que estaba vivo, sin embargo, fuentes de seguridad libanesas anunciaron que fue encontrado bajo los escombros al día siguiente del ataque. El ataque también mató a cuatro civiles, dos mujeres y dos niños, e hirió a otras ochenta personas.

## Reacciones

### Israel
El ministro de Asuntos Exteriores, Yisrael Katz, declaró que el ataque cruzó todas las líneas rojas y advirtió sobre una posible guerra a gran escala con Hezbolá y el Líbano. Afirmó que si bien el conflicto tendrá un costo significativo, el objetivo es derrotar decisivamente a la organización libanesa y restaurar la paz, y ha ordenado al Ministerio de Relaciones Exteriores que prepare una campaña global para apoyar acciones en el Líbano.
El presidente Isaac Herzog condenó el ataque al que describió como un «desastre terrible e impactante». Calificó el ataque como un acto brutal dirigido a niños que simplemente estaban jugando al fútbol y afirmó: «No regresaron». También instó a la comunidad internacional a no permanecer en silencio ante las acciones de Hezbolá, que vinculó a la influencia iraní, afirmando que Israel «defenderá firmemente a sus ciudadanos y su soberanía».
El primer ministro israelí, Benjamín Netanyahu, habló por teléfono con el jeque Mowafaq Tarif tras el ataque y expresó su «profundo horror» por la matanza de «niños e inocentes». Destacó que Israel tomaría duras represalias y afirmó que Hezbolá «pagaría por esto un alto precio que no ha pagado hasta ahora».
El ministro de Energía, Eli Cohen, dijo que «el Líbano debería arder» tras el ataque.

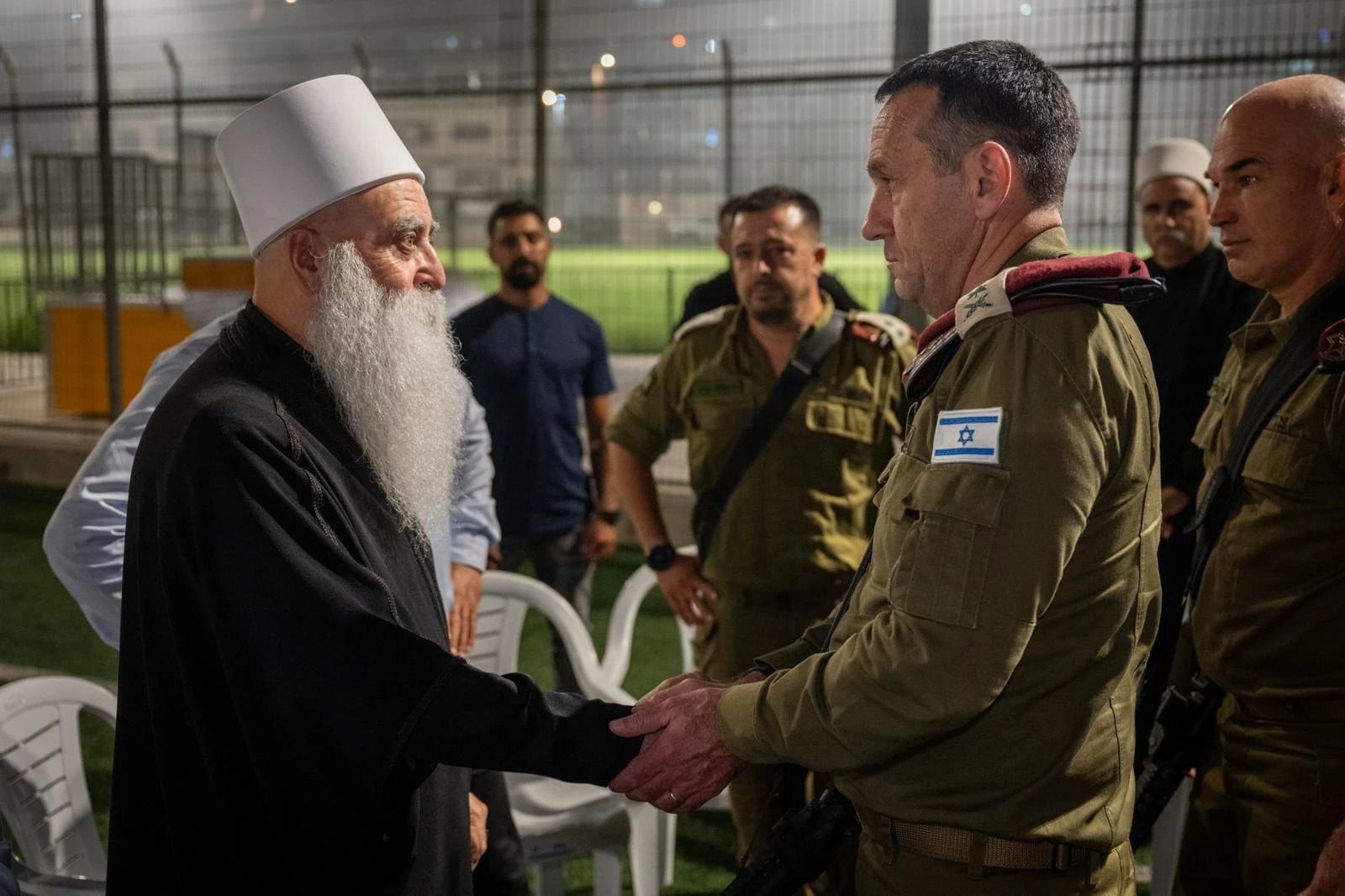
Mowafaq Tarif, líder espiritual de la comunidad drusa en Israel, saluda al jefe del Estado Mayor de las FDI, Harazi Halev el 27 de julio de 2024

El jeque Mowafaq Tarif, líder espiritual de la comunidad drusa en Israel, condenó el ataque y afirmó: «Estamos muy conmocionados por la horrible masacre en la aldea drusa, un ataque terrorista atroz y asesino que golpeó a niños inocentes que jugaban al fútbol. La imagen de los cuerpos destrozados de los niños esparcidos sobre la hierba es indescriptible». Afirmó además que «un país civilizado no puede permitir que sus ciudadanos y residentes sufran daños continuos».
En agosto de 2024, el Gobierno israelí aprobó una propuesta para bloquear las emisiones de la televisión libanesa Al Mayadeen, afín a Hezbolá, incautarse de todos sus bienes en Israel y bloquear el acceso a sus páginas en Internet. Después de que la periodista de Al Mayadín, Hanaa Mahamid, dijera que no era un proyectil de Hezbolá, sino uno israelí, el que había provocado la muerte de los niños en Majdal Shams.

### Líbano
El gobierno del Líbano emitió un comunicado instando al «cese inmediato de las hostilidades en todos los frentes» y condenó los ataques contra civiles, pero no mencionó lo ocurrido en Majdal Shams. El político druso libanés Wiam Wahhab dijo que los drusos «la sangre no es barata» y pidió una investigación independiente.
El ministro de Asuntos Exteriores, Abdulá Bu Habib, afirmó que no hubo un ataque intencionado de Hezbolá y que la muerte de los doce civiles pudo deberse a un error israelí, a uno de Hezbolá o de «otra organización». Por lo que solicitó una investigación internacional o la convocatoria del Comité Tripartito de la Fuerza Provisional de las Naciones Unidas para el Líbano (FINUL) para esclarecer lo ocurrido.
Hezbolá afirmó que llevó a cabo nueve ataques utilizando cohetes y drones suicidas contra objetivos de las FDI, incluido Maaleh Golani, en respuesta a los ataques aéreos israelíes, pero negó que Majdal Shams fuera el objetivo.

### Internacional
- Canadá: la ministra de Asuntos Exteriores, Mélanie Joly, condenó el ataque y ofreció sus condolencias a las familias de las víctimas y a la comunidad drusa. También manifestó su preocupación por una escalada en el conflicto entre Israel y Hezbolá y exigió que Irán y sus representantes eviten desestabilizar aún más la región.[61]

- España: el Ministerio de Asuntos Exteriores, Unión Europea y Cooperación, condenó el ataque en un comunicado en el que afirmaba que «Expresamos nuestra condena al ataque de este sábado en Majdal Shams... Enviamos nuestras condolencias a los familiares de las víctimas, y nuestra solidaridad y deseos de pronta recuperación a los heridos». También afirmó que «La violencia contra la población civil es intolerable. Seguimos comprometidos con la seguridad regional; debemos evitar la escalada de violencia».[62]

- Estados Unidos: condenó el ataque y reafirmó su apoyo a Israel.[63] También expresó su preocupación de que pudiera provocar una escalada del conflicto entre Israel y Hezbolá.[64]

- Reino Unido: el secretario de Asuntos Exteriores, David Lammy, condenó el ataque, expresó su preocupación por una escalada del conflicto y pidió a Hezbolá que cese sus ataques.[65]

- Siria: el Ministerio de Asuntos Exteriores de Siria responsabilizó a Israel de la muerte de los civiles drusos: «En el marco de los intentos de la ocupación israelí de escalar el conflicto en nuestra región y ampliar el ámbito de su agresión, cometió ayer un horrendo crimen en la localidad de Majdal Shams, en los Altos del Golán sirios, ocupados desde 1967, y después ha culpado a la resistencia libanesa por su crimen». Además el comunicado destacó la aptitud de «nuestro pueblo en el Golán sirio, que ha rechazado durante décadas la ocupación israelí y se ha negado a renunciar a su identidad árabe siria».[66]

- Unión Europea: el Alto Representante de la Política Exterior, Josep Borrell dijo que «Necesitamos una investigación internacional independiente sobre este inaceptable incidente. Insto a todas las partes a ejercer la máxima contención y evitar una mayor escalada».[67]